# Заборов'я (Медновське сільське поселення)
Заборов'я (рос. Заборовье) — село в Калінінському районі Тверської області Російської Федерації.
Населення становить 22 особи. Входить до складу муніципального утворення Медновське сільське поселення.

## Історія
Від 2005 року входить до складу муніципального утворення Медновське сільське поселення.

## Населення
| 1859 | 1886 | 2002 | 2010 |
| ---- | ---- | ---- | ---- |
| 538  | ↗632 | ↘21  | ↗22  |